# Omar Barrou
Omar „Keita Oumar“ Barrou (* 8. April 1934 in Bamako; † 25. Juni 2015) war ein malisch-französischer Fußballspieler.

## Karriere
Barrou spielte in seiner Jugend zum einen für den Racing Club Bobo-Dioulasso im heutigen Burkina Faso und zum anderen für einen Klub aus der späteren malischen Hauptstadt Bamako, die zugleich seinen Geburtsort darstellt; beide Länder waren damals französisch besetzt. Der Spieler schaffte den Sprung in den Profifußball, als er 1956 ins französische Mutterland ging und mit 22 Jahren beim Erstligisten OGC Nizza unter Vertrag genommen wurde. Bei Nizza war der 185 Zentimeter große Stürmer zunächst als Ergänzungsspieler vorgesehen. Am 9. September 1956 kam er bei einer Partie gegen den RC Lens zu seinem Erstligadebüt, wurde anschließend jedoch nur sporadisch aufgeboten, auch weil zur damaligen Zeit die Möglichkeit zur Einwechslung von Akteuren noch nicht gegeben war. Im Verlauf der Saison 1957/58 schaffte er den mannschaftsinternen Durchbruch und machte sich mit zehn Treffern auch als Torschütze einen Namen. Obwohl er in der nachfolgenden Spielzeit mit sechs Toren weniger erfolgreich war, gehörte er damit der französischen Meistermannschaft von 1959 an. Dank dieses Erfolgs qualifizierte sich Nizza für den Europapokal der Landesmeister und Barrou, der weder für die französische noch für die malische Nationalelf jemals auf dem Platz stand, verbuchte sein Debüt im internationalen Wettbewerb, auch wenn die Teilnahme nicht erfolgreich blieb und es seine einzige Erfahrung auf internationaler Ebene blieb. Ebenfalls in der Saison 1959/60 traf er zwölf Mal in der Liga und erzielte so seine beste Torausbeute in der Erstklassigkeit. 
Der Stürmer blieb Nizza noch mehrere Jahre treu, wobei er sich mit den Südfranzosen nach dem Meisterschaftserfolg im unteren Mittelfeld der Tabelle einordnete. 1963 kehrte er sowohl seinem Verein als auch der ersten französischen Liga den Rücken und wechselte zum Zweitligisten Le Havre AC. Bei Le Havre war er allerdings kein unumstrittener Stammspieler und lief zwar regelmäßig auf, doch schoss er in 19 Partien kein einziges Tor. Nach einem Jahr verließ er die Nordfranzosen wieder und kehrte in den Süden des Landes zurück, wo er beim Zweitligakonkurrenten AS Cannes Arbeit fand. In Cannes war er als Torjäger besser als je zuvor und je danach, da er 19 Mal das Tor traf und somit einen wesentlichen Anteil am Aufstieg der Mannschaft in die erste Liga hatte. 
Trotz dieses Erfolgs ging Barrou 1965 nicht mit in die oberste Spielklasse, sondern unterschrieb stattdessen beim ebenfalls zweitklassigen AC Ajaccio. Auch wenn er für die Korsen relativ häufig Treffer erzielte, wurde er im Verlauf der Saison 1966/67 weitgehend aus der Mannschaft verdrängt. Angesichts dessen kehrte er dem Klub 1967 trotz des geschafften Aufstiegs in die erste Liga den Rücken und fand in seinem mittlerweile wieder abgestiegenen Ex-Verein aus Cannes einen neuen Arbeitgeber. Für die AS Cannes stand er für die Dauer der Spielzeit 1967/68 im Kader, spielte aber kaum noch eine Rolle und beendete 1968 mit 34 Jahren nach 156 Erstligapartien mit 47 Toren sowie 83 Zweitligapartien mit 40 Toren seine Laufbahn.